# Aechmea podantha
Aechmea podantha är en gräsväxtart som beskrevs av Lyman Bradford Smith. Aechmea podantha ingår i släktet Aechmea och familjen Bromeliaceae. Inga underarter finns listade i Catalogue of Life.